# Hemiscyllium halmahera
Hemiscyllium halmahera là một loài Hemiscylliidae từ Indonesia. Loài này được phát hiện gần đảo Ternate vào năm 2013, ngoài khơi đảo Halmahera. Hemiscyllium halmahera tương tự như Hemiscyllium galei, được tìm thấy tại Tây Papua, nhưng khác biệt về đặc điểm. Trong khi H. galei có bảy điểm đậm và sẫm màu ở mỗi bên của cơ thể, H. halmahera có màu nâu với các đốm hình đa giác nâu hoặc trắng khắp cơ thể. Đặc biệt, loài cá mập này có thể dùng vây để "đi bộ" trong biển.